# Most čez zaliv Forth
Most Forth je jekleni konzolni železniški most čez Firth of Forth (estuarij ali zaliv reke Forth) na vzhodu Škotske, 14 kilometrov zahodno od centra Edinburgha. Velja za ikono in simbol Škotske in je na seznamu svetovne dediščine UNESCO. Zasnovala sta ga angleška inženirja Sir John Fowler in Sir Benjamin Baker.
Gradnja mostu se je začela leta 1882, prometu ga je predal 4. marca 1890, tedanji valižanski princ, ob asistenci  Benjamina Bakerja in Gustava Eiffla. Skupna dolžina mostu Forth med naseljema South Queensferry in North Queensferry znaša 2.528,7 m. Do leta 1917 je bil z enim razponom najdaljši konzolni most na svetu, ko je bil zaključen most Quebec v Kanadi. Še vedno je drugi na svetu po dolžini enega razpona in konzolni konstrukciji.
Most in njegova povezana železniške infrastrukture je v lasti Network Rail Infrastructure Limited.
Včasih ga označujejo kot Forth Rail Bridge (železniški most Foth), da se razlikuje od Forth Road Bridge (Queensferry Crossing, cestnega mostu. 

## Ozadje

### Zgodnji predlogi
Pred gradnjo mostu je bilo mogoče zaliv prečkati s trajektom. Leta 1806 so predlagali izgradnjo para predorov, po enega za vsako smer, leta 1818 je James Anderson izdelal zasnovo za viseči most s tremi razponi, ki bi zaliv premostil blizu mesta sedanjega. Potrebovali bi približno 2500 ton železa, o čemer je Wilhelm Westhofen dejal »... in ta količina [železa] porazdeljena po dolžini bi dala zelo lahek in vitek videz, tako lahek, da ga na dolgočasen dan, ko bi se skoraj ne videlo, in v močnem vetru se verjetno sploh ne bo več videl.«
Thomas Bouch je projektiral za Edinburgh and Northern Railway roll-on / roll-off železniški trajekt med Grantonom in Burntislandom, ki je začel voziti leta 1850, in se je izkazal za tako uspešnega, da so zgradili še enega. V poznih 1863 so za skupni projekt med North British Railway in Edinburgh and Glasgow Railway, ki bi bil združen leta 1865, imenovali Stephensona in Tonerja za oblikovanje mostu preko Fortha, vendar ga je komisija oddala Bouchu približno šest mesecev pozneje.
Thomas Bouch, inženir pri North British Railway in Edinburgh and Glasgow Railway je menil, da viseči most ne bi bil sposoben za opravljanje železniškega prometa, zato je v letih 1863-1864 delal na enotirnem mostu iz nosilcev, ki bi prečkal Forth v bližini Charlestowna, kjer je reka široka le okoli 2 milji, predvsem pa razmeroma plitva. Predlagatelji so bili zaskrbljeni zaradi možnosti, da bi bili temelji v muljastem rečnem dnu, saj bi bile vrtine globoke do 70 m v blatu, ne da bi ugotovili tip temeljne kamnine, a je Bouch izvajal poskuse, da bi dokazal, da bi bilo mogoče temeljiti v mulju. Poskusi v poznih 1864 s tlakom 5 ton/ft2 na mulj, so spodbudile Boucha, da je nadaljeval z zasnovo. V mesecu avgustu 1865 je Richard Hodgson, predsednik NBR, predlagal, da podjetja vložijo 18.000 £, da preizkusijo drugačno izvedbo, saj rezultati raziskav niso bili uspešni. Bouch je predlagal uporabo velike borove platforme 24,4 m × 18,3 m × 2,1 m pod oporniki, (izvirno zasnovo platforme 34,7 m × 24,4 m × 2,7 m iz bukve), obtežene s 10.000 tonami iz surovega železa, ki bi potopila leseno platformo na raven mulja. Platformo so začeli izdelovati 14. junija 1866, nato pa so jo privezali v pristanišču za šest tednov. Projekt Most je bil prekinjen tik preden je bila ploščad potopljena, saj je NBR pričakovala, da bodo izgubili promet po pripojitvi Caledonian Railway in Scottish North Eastern Railway. V septembru 1866 je Odbor delničarjev preiskoval govorice o finančnih težavah. Pokazalo se je, da so bili računovodski izkazi ponarejeni,  predsednik in celoten svet je odstopil do novembra. Do sredine leta 1867 je šel NBR skoraj v stečaj in vse delo na mostu je bilo ustavljeno.
North British Railway je leta 1867 prevzel trajekta v Queensferryju in leta 1868 zaključil železniško povezavo z naseljem Ratho z ustanovitvijo stične povezavo iz Fife. Interes za premoščanje se je znova povečal in Bouch je leta 1871 predlagal viseči most iz jekla v približni liniji sedanjega železniškega mostu. Po skrbni preveritvi se je delo začelo leta 1878 na oporniku pri Inchgarvie.
Po porušitvi železniškega mostu Tay leta 1879 je zaupanje v Boucha usahnilo in delo se je ustavilo. Javna preiskava nesreče, ki ji je predsedoval Henry Cadogan Rothery je ugotovila, da je bil most Tay »slabo zasnovan, slabo izdelan in slabo vzdrževan« in Boucha so »v glavnem okrivili« za napake v gradnji in vzdrževanju in da je »v celoti odgovoren« za napake v zasnovi.
Po nesreči, ki se je zgodila v močnem vetru, katerega Bouch ni ustrezno predvidel, je Board of Trade uvedel dodatek za obremenitev vetra 56 lbs/ft2. Bouch je 1871 je upošteval precej nižjo številko 10 lbs / ft² po nasvetu kraljevega astronoma. Bouch je bil formalno odpuščen 13. januarja 1881, in k projektu sta bili povabljeni svetovalni inženirji Sir John Fowler, W. H. Barlow in T. E. Harrison, da pripravijo predloge za nov most.

## Opis

### Dimenzije
Skupna dolžina mostu znaša 2.467,05 m in dvotirna proga leži 45,72 m nad vodno gladino ob plimi. Sestavljen je iz dveh glavnih razponov po 518,16 m, dvema stranskima razponoma po 207,3 m in 15 pristopnih polj po 51,2 m. Vsak glavni razpon je sestavljen iz dveh 207,3 m konzol podprtih na sredini s 106,7 m mostno konstrukcijo. Teža mostne konstrukcije je bila 51.324 t, vključno s 6,5 milijoni zakovicami. Za most je bilo uporabljenega tudi 18.122 m³ granita.
Tri velike konzolne konstrukcije na štirih pilonih so 110,03 m visoke, vsak pilon počiva na ločenem granitnem oporniku. Ti so bili izdelani s pomočjo kesona 21 m premera; tisti, za severno konzolo in dve na malem nenaseljenem otoku Inchgarvie so delovale kot zagatna stena, medtem ko so za preostala dva na Inchgarvie in tistega za južno konzolo, kjer je bila struga 28 m pod nivojem visoke vode, uporabljali stisnjen zrak za črpanje vode iz delovne komore na dnu.

### Inženirska načela
Most je zgrajen na načelu konzolnega mostu, kjer konzolno roko podpira lahek osrednji nosilec, načelo, ki je bilo uporabljeno na tisoče let v gradnji mostov. Za ponazoritev uporabe napetosti in tlaka v mostu, je leta 1887 predstavil japonski inženir Kaichi Watanabe podprt med Fowlerja in Bakerja, sedeča na stolih. Fowler in Baker predstavljata konzoli z rokami v napetosti in palicama pod tlakom in opečnim sidrom v krajnem oporniku, ki je obtežen z litim železom.

### Materiali
Most je bil prva velika konstrukcija iz jekla v Veliki Britaniji; njegov francoski sodobnik, Eifflov stolp je bil zgrajen iz kovanega železa.
Velike količine jekla so bile na voljo po iznajdbi  Bessemerovega postopka leta 1855. Do leta 1877 je bil British Board of Trade omejen pri uporabi jekla v visokih gradnjah, ker je bil proces proizvodnje jekla nepredvidljive kvalitete. Šele postopek v Siemens-Martinovih pečeh, ki so ga razvili leta 1875, je prinesel jeklo dosledne kakovosti.
Originalni načrt je zahteval 42.000 ton samo za konzole, od tega je bilo 12.000 ton iz jeklarne Messrs. Siemens iz Landoreja, preostanek pa iz Steel Company of Scotland v bližini Glasgowa. Pri spremembi zasnove se je zahtevalo še dodatnih 16.000 ton, približno polovica od tega je bila iz jeklarskega podjetja iz Škotske in polovica iz Dalzellove jeklarne v Motherwellu. Približno 4.200 ton zakovic je prišlo iz Clyde Rivet Company iz Glasgowa.  Okoli tri ali štiri tisoč ton jekla je bilo razrezanega, nekaj za začasne namene, ki so izhajali iz neskladja med dobavljeno količino in vgrajeno količino.

### Pristopi
Za železniško postajo Dalmeny, se proga zelo rahlo ukrivi proti vzhodu že pred prihodom na pristopni del južnega viadukta. Po prečkanju mostu, prehaja skozi železniško postajo North Queensferry, pred zavojem na zahod, nato pa nazaj na vzhod preko viadukta Jamestown.

## Konstrukcija
Naročilo za gradnjo mostu je bilo izdano 19. maja 1882, po osmih dneh časa za pritožbe neizbranih konkurenčnih podjetij. Komisija je 21. decembra istega leta podpisala pogodbo z inženirji Sir Thomasom Tankredom, T. H. Falkinerjem in Josephom Philipsom in izvajalcem Sir William Arrol & Co. Jeklo je bilo proizvedeno v Frederick William Siemens (Anglija) in Pierre in Emile Martin (Francija), sledeč napredku v pečeh bratov Siemens in izboljšavah bratov Martin, proces izdelave je tako omogočal visoko kakovost jekla, ki se je proizvajal zelo hitro. 

### Priprava materiala
Za most so uporabili 55.000 ton jekla in 110.000 m³ zidovja. Številni materiali, vključno z granitom iz Aberdeena, Arbroath grušča, peska, lesa in včasih koksa in premoga so lahko sprejeli naravnost v center, kjer so bili potrebni. Jeklo je bilo pripeljano z vlakom in pripravljeno na dvorišču v Južnem Queensferryju preden so ga pobarvali z lanenim oljem in vgradili kjer je bilo to potrebno. Cement, ki je bil uporabljen, je bil Portland cement izdelan na Medway, kjer so ga skladiščili pred uporabo; do 1.200 ton cementa so lahko hranili v barki imenovani Hougomont, ki je bila privezana zunaj Queensferryja.
Za gibanje delavcev so uporabljali ladjo, ki je lahko prevažala 450 moških. V poletnih mesecih so vozili posebni vlaki iz Edinburgha in Dunfermlinea ter parnik iz Leitha.

### Krožni oporniki
Trije stolpi s konzolami vsak sedi na štirih okroglih opornikih. Potrebne temelje, ki so zgrajeni na ali pod morsko gladino, so izkopali s pomočjo kesonov in zagatnih sten.
Za šest izkopanih kesonov so uporabljali pozitiven tlak zraka v zapečatenih kesonih in s tem omogočili suhe delovne pogoje na globinah do 27 m. Ti kesoni so bili izdelani in sestavljeni v Glasgowu, preden so jih razstavili in odpeljali v Queensferry. Prvi keson za jugo-zahodni opornik na Queensferryju je bil postavljen 26. maja 1884 in zadnji 29. maja 1885 na jugozahodnem oporniku na Inchgarvie. Ko so bili kesoni postavljeni in privezana, so gradili opornik iz granita.
Nad temelji od katerih je vsak drugačen, in ustreza različnim lokacijam, je stožčast krožni granitni opornik s premerom 17 m pri dnu in višino 11 m.

#### Inchgarvie
Skala, na kateri se nahajata dva severna opornika na Inchgarvie sta potopljena pri visokih vodah, druga dva stebra, eden na vzhodu je približno pol potopljen in en zahodni tri četrtine potopljen. To je pomenilo, da so morali delo opraviti ob oseki.
Južni oporniki na Inchgarvie so nameščena na skalo z naklonom okoli 1: 5, tako da je bil kamen obdelan z betonom in vrečami peska, da bi pripravili prostor za keson. Izkop je bil izvedena z vrtanjem in peskanjem.

#### Fife
Ko je bil izdelan položaj opornikov, je bila prva naloga na Fife, zravnati mesto najsevernejšega opornika, kjer je od temelja do vrha 3,0 do 6,1 m nad visoko vodo, od tega 2,1 m nad visoko vodo. Južni oporniki v Fife so nameščena na skali v morju, tako da je bilo potrebno vrtanje in miniranje za pripravo podlage.

#### Queensferry
Štiri Queensferry kesone so potopili po pnevmatski metodi in so enako oblikovani, razen razlike v višini.  T oblikovan valobran je bil zgrajen na mestu opornikov Queensferry, da bi en keson priložili v vsakem vogalu in jih pritrdili na valobran. Izkop pod kesoni je bil izveden le ob visokih vodah, ko je bil keson podprt z vzgonom in potem, ko je plima padla in je bil zračni tlak zmanjšan, se je keson potopil navzdol in kopanje bi znova zmanjšali.
Severozahodni keson so odvlekli na mesto v decembru 1884, vendar je izredno nizka plima na novoletni dan leta 1885 povzročila, da se je keson potopil v blatu struge in se rahlo nagnil. Ko se je plima dvignila, ga poplavila nad spodnjim robom, napolnila z vodo, in ko se je plima umaknila, voda pa ni odtekla iz kesona, se je ta dodatno nagnil. Da bi rešili situacijo, so se odločili za gradnjo velikega lesenega "soda"  znotraj kesona da ga okrepi, nakar je trajalo deset mesecev da so keson izkopali. Keson je bil 19. oktobra 1885 ponovno splavljen, nato pa postavljen v ustrezen položaj in potopljen.

### Pristopni viadukti
Pristopna viadukta na severu in jugu sta izvedena 39,78 m nad gladino visoke vode. Zgrajeni so bil na tleh in nato dvignjeni na zgrajene zidane stebre. Oba viadukta imata petnajst razponov, en je dolg 51 m in tehta nekaj več kot 200 ton. Dva razponi sta pritrjena skupaj, da bi ustvarila kontinuiran nosilec, z ekspanzijskim spojem med vsakim parom razponov. Glede na teren pod viaduktoma, so bili nosilci sestavljeni na različnih višinah in dvignjeni na ustrezen nivo. Dviganje je bilo opravljeno s pomočjo velikih hidravličnih ovnov in je potekalo v korakih po približno 1,07 m vsake štiri dni.

### Izgradnja konzol
Cevasti elementi so bili zgrajeni v delavnici na hribu na Queensferry. Za krivljenje plošč v zahtevano obliko, so bile te najprej segrevane v peči s plinom in nato pritisnjene v pravilno obliko. Ukrivljene plošče so nato sestavili na vretenu in izvrtali luknje za zakovice, preden so posamično označili in jo preselili na pravo mesto ter dodali v konstrukcijo. Tudi drugi členi mreže so bili sestavljeni v Južnem Queensferry.

## Otvoritev
Most je bil zaključen v decembru 1889, testiranje obremenitve mostu je bilo izvedeno 21. januarja 1890 z dvema vlakoma, vsak sestavljen iz treh težkih lokomotiv in 50 vagonov obremenjenih s premogom 1.880 ton v masi. Počasi sta vozila od juga Queensferry na sredino severne konzole in se pogosto ustavljala za merjenje deformacije mostu. To predstavlja več kot dvakratno nazivno obremenitev na mostu: upogib pod obremenitvijo je bil kot je bilo pričakovano. Nekaj dni prej je prišlo do hude nevihte, ki je dosegla največji pritisk vetra posnetega so tedaj v Inchgarvie in upogib konzole je bil manj kot 25 mm. Prvi popoln prehod vlaka je potekal 24. februarja, ko je vlak, sestavljen iz dveh vagonov, ki sta prevažala predsednike raznih železniških družb, izvedla več prehodov. Most je odprl 4. marca 1890 valižanski princ, poznejši kralj Edvard VII., ki je odpeljal domov zadnjo zakovico, ki je bila pozlačena in ustrezno zapisana. Spominsko ploščo za uradno otvoritev je naredil zlatar v Edinburghu, John Finlayson Bain.

## Nesreče
Na vrhuncu je bilo na gradbišču približno 4600 delavcev. Wilhelm Westhofen je leta 1890 zabeležil, da je bilo izgubljenih 57 življenj; v letu 2005 pa je bil ustanovljen odbor Forth Bridge Memorial, ki bo pripravil postavitev spomenika na, ekipa lokalnih zgodovinarjev pa bila je določena, da našteje vse tiste, ki so umrli. Kot so ugotovil leta 2009, je bilo 73 smrtnih žrtev povezanih z gradnjo mostu in takoj po njej. 57 smrtnih žrtev ne zajema tiste, ki so umrli na pristopih do mostu, saj so ta dela izvajali podizvajalci in drugih povezanih z gradnjo. Izmed 73 zabeleženih smrtnih žrtev jih je bilo 38 posledica padca, 9 zmečkanin, 9 jih je utonilo, 8 jih je zadel padajoč predmet, 3 so umrli v požaru v Bothyju, 1 zaradi kesonske bolezni, vzrok za pet smrtnih žrtev ni znan.

## Vzdrževanje in obnova
Most ima omejitev hitrosti na 80 km/h za vlake visoke hitrosti in dizelske motorne vlake, 64 km/h za navadne potniške vlake in 48 km/h za tovorne vlake. Koda razpoložljivosti poti je Ra8, vendar tovorni vlaki nad določeno velikostjo ne smejo biti istočasno na mostu.
Do 190-200 vlakov na dan prečka most (podatek 2006). Most Forth potrebuje stalno vzdrževanje. Pomožna dela za most ne vključujejo le delavnic za vzdrževanje, železniška "kolonija" obsega kakšnih petdeset hiš na postaji Dalmeny. Železniška proga na mostu je 12 palčna s kvadratnimi lesenimi pragovi dolgimi 6 metrov, ki so priviti v jeklenih koritih na most in tirnicami pritrjenimi na vrhu teh pragov. Pred letom 1992 so bile tirnice na mostu edinstvene za "Forth Bridge" odsek.
»Barvanje Forth Bridge« je pogovorni izraz za nikoli dokončano nalogo, skovano na napačnem prepričanju, da se enkrat začeto pleskanje mostu nikoli ne konča; ko se pride do konca, se začne od začetka. Taka praksa ni nikoli obstajala, saj je bila preperelim površinam namenjena večja pozornost, vendar pa je bila za vzdrževanje na razpolago stalna posadka.
Razsvetljava bila nameščena leta 1991, proga je bila obnovljena med letoma 1992 in 1995. 40 milijonov £ vredna dela so se začela v letu 1998, v letu 2002 je bil most prenesen na to Network Rail.
Leta 2002 so začeli z barvanjem mostu v celoti in to prvič v njegovi zgodovini, v vrednosti 130 milijonov funtov. Računalniško modeliranje je bilo uporabljeno za analizo dodatne obremenitve konstrukcije z vetrom. V most so vdelali naprave za spremljanje podnebnih vplivov, da bi dobili ustrezne pogoje za uporabo barve. Vsi prejšnji nanosi barve so bili temeljito odstranjeni, da bi lahko prišli do jekla in omogočili potrebna popravila. Barva, razvita posebej za most, je bila sestavljena iz sistema treh slojev, narejena iz derivatov naftne industriji v Severnem morju. 240.000 litrov barve je bilo uporabljene za 255.000 kvadratnih metrov konstrukcije. Ta barva naj bi vzdržala najmanj 20 let.

## Status svetovne dediščine
UNESCO je vpisal most na seznam svetovne dediščine 5. julija 2015 in ga priznal kot »izredni in impresivni mejnik v oblikovanju mostov in gradnje v obdobju, ko so železnice zavladale nad potovanji na dolge razdalje«. To je šesta svetovna dediščina, ki se vpisana na Škotskem.

## Bankovci in kovanci
Na leta 2004 izdanem kovancu za 1 funt je prikazan Forth Bridge.
Serija bankovcev, ki jih je Bank of Scotland izdala leta 2007 so upodobljeni različni mostovi na Škotskem kot primeri škotskega inženiringa, na £ 20 je Forth Bridge.
Leta 2014 je Clydesdale Bank napovedala uvedbo britanskega drugega polimernega bankovca za 5 £ s Sir Williamom Arrolom in Forth Bridge. Uveden bo leta 2015 v spomin na 125. obletnico odprtja mostu in njegovo imenovanje na Unescov seznam svetovne dediščine.